# Padew Narodowa
Padew Narodowa is een dorp in het Poolse woiwodschap Subkarpaten, in het district Mielecki. De plaats maakt deel uit van de gemeente Padew Narodowa en telt 2300 inwoners.

## Verkeer en vervoer
- Station Padew